# 下萨克森足球高级联赛
下萨克森足球高级联赛（德語：Fußball-Oberliga Niedersachsen，在2008年以前称为下萨克森联赛）是德国足球联赛系统中的第五级联赛，以及由下萨克森足球协会主办的最高级别足球赛事。

## 历史
作为下萨克森足球的最高级别赛事，它在下萨克森足球协会自1947年创建以来的多变历史中曾历经多次重组。当中的一大特点是，联赛的运营模式频繁在单赛区和双赛区之间交替。

### 高级联赛（1946－1947年）
在1946年春，来自汉诺威、不伦瑞克和哥廷根大区的10支球队组成了下萨克森南部高级联赛，并采取单循环赛制作赛。当时在其它联邦州尚无成立类似的联赛。至1946-47赛季，除了下萨克森南部高级联赛外还增设了下萨克森北部高级联赛，后者的范围甚至涵盖了不来梅州。这两个高级联赛在1947-48赛季成为了新设立的德国足球北部高级联赛的创始成员，并在此后由州级联赛所取代。

### 州级联赛（1947－1949年）
在1947-48赛季和1948-49赛季运作的州级联赛被划分为五个赛区（不伦瑞克、希尔德斯海姆、汉诺威、威悉-埃姆斯和不来梅），这是仅次北部高级联赛之后的最高级别业余足球赛事。在1949年，随着不来梅足球协会的创建，来自不来梅的球队自此组成一个独立的联赛模式。

### 业余高级联赛（1949－1964年）
五轨制的州级联赛于1949年被双轨制的下萨克森足球业余高级联赛所取代，它分为东、西两个赛区。这一级别在1963年随着德国足球甲级联赛的设立而成为第三级。两个赛区的冠军以及自1953年起有第三支球队可以参加北部高级联赛的升级附加赛。通常情况下，第三支球队是通过两个亚军之间举行资格赛来确定。而俱乐部的业余队，若其一线队已于北部高级联赛作赛，则不允许参加升级附加赛。

### 州级联赛（1964－1979年）
1964年，单轨制的州级联赛取代了业余高级联赛。经过多番尝试，引入单轨制的下萨克森顶级联赛还是未能在德甲面世的1963年实现。在1973年以前，排名前三的球队可以参加地区联赛的升级附加赛。俱乐部的业余队仍然不允许参加，其名额将由成绩次好的球队顶替。
州级联赛最初的规模是18支球队，前两个赛季各有四支球队降级。自1966年起，联赛规模调整为16支球队，并且常规的降级名额缩减为2个。在1974年引入德国足球乙级联赛后，州级联赛的冠军和亚军可以自动升入重新设立的北部高级联赛，而第三名则需要参加升级附加赛。自1975年起，州级联赛的前三名球队都需要参加升级附加赛。俱乐部的业余队自此也被允许参加附加赛。

### 协会联赛（1979－1994年）
下萨克森州在1970年代的市政改革也对足球协会产生了影响。在1979年，州级联赛更名为协会联赛。而原本作为州级联赛下级赛事的四轨制协会联赛，从此则被替换为双轨制的州级联赛。这一架构一直保留至1994年。升级附加赛的资格也维持不变。而排名最末的两支球队则降入州级联赛。

### 下萨克森联赛（1994－2008年）
1994年，地区联赛作为第三级赛事被重新设立。而其下级的北部高级联赛则被分拆为平行运作的两个赛区——下萨克森/不来梅区和汉堡/石荷区。对于下萨克森足协联赛而言，这意味着需要进一步降至第五级。此时它已被更名为下萨克森联赛（Niedersachsenliga），并维持双轨制，其冠军则可直接升入北部高级联赛的下萨克森/不来梅区。在下萨克森联赛，西区会固定分配给汉诺威行政区和威悉-埃姆斯行政区的球队，而东区则固定由不伦瑞克行政区和吕讷堡行政区的球队组成。降入此时四轨制的州级联赛的球队数量是逐年不同。
地区联赛在2000年缩减为两个赛区仅对下萨克森联赛造成了间接影响，即当季有多达6支球队从高级联赛中降入这里。而北部高级联赛在2004年被恢复为单轨制后，则有多达8支球队在当季降入下萨克森联赛。

### 高级联赛（2008年至今）
随着全新的德国足球丙级联赛在2008年设立，双轨制的地区联赛（原第三级）从此改制为第四级的三轨制赛事。在北德足球协会范围内，这个时候则解散了北部高级联赛。当时下萨克森联赛的两个赛区冠军（VfL奥尔登堡和吉夫霍恩）还参加了一项升级附加赛，以争夺一个直升地区联赛的名额，但均告失败。
下萨克森州最高级别的联赛仍然维持德国第五级地位，但自此开始使用下萨克森高级联赛的称谓。此外，在此名称下直至2010年都保留了双轨制。在2008-09赛季末，升级附加赛在东区和西区冠军之间进行。胜者戈斯拉尔08升入地区联赛。降级队则被编入行政区联赛的主管赛区内。
至2010-11赛季，两个赛区合组成规模为20支球队的单轨制高级联赛。在接下来的2011-12赛季，参赛球队减少至18支。自2012-13赛季起，下萨克森高级联赛最终将规模固定为16支球队。此后，高级联赛的单轨制使得其冠军可以直接升入北部地区联赛。其亚军则需连同汉堡、石勒苏益格-荷尔斯泰因和不来梅高级联赛的冠军参加升级附加赛，以确定地区联赛的另外两个参赛名额。而季末会有四支球队从下萨克森高级联赛降级。

## 联赛时间轴
| 年份      | 级别 | 升级至                          |
| --------- | ---- | ------------------------------- |
| 1946-1947 | I    | －（独立联赛）                  |
| 1947-1963 | II   | 北部高级联赛                    |
| 1963-1974 | III  | 北部地区联赛                    |
| 1974-1994 | IV   | 北部高级联赛                    |
| 1994-2004 | V    | 北部高级联赛：下萨克森/不来梅区 |
| 2004-2008 | V    | 北部高级联赛                    |
| 2008-     | V    | 北部地区联赛                    |

来源：. Das deutsche Fussball-Archiv.   [2008-03-05]. （原始内容存档于2017-10-04）.

## 历年冠军

### 州级联赛
| 年份 | 不伦瑞克区   | 希尔德斯海姆区 | 汉诺威区   | 奥斯纳布吕克区   |
| ---- | ------------ | -------------- | ---------- | ---------------- |
| 1948 | MTV不伦瑞克  | 哥廷根05       | 条顿于尔岑 | 和睦奥斯纳布吕克 |
| 1949 | 红白不伦瑞克 | 普鲁士哈默尔恩 | 林登07     | VfB奥尔登堡      |

- 粗体表示球队获得升级。
- 由于前以赛季的不规则性，汉诺威96在1949年也获升级。

### 业余高级联赛
| 年份 | 西区                 | 东区                 |
| ---- | -------------------- | -------------------- |
| 1950 | 和睦奥斯纳布吕克     | TSV戈斯拉尔          |
| 1951 | 埃姆登踢球者         | 奥斯特罗德08         |
| 1952 | VfB奥尔登堡          | 沃尔夫斯堡           |
| 1953 | 和睦诺德霍恩         | 和睦不伦瑞克         |
| 1954 | 和睦诺德霍恩 *       | 沃尔夫斯堡           |
| 1955 | 和睦诺德霍恩         | 希尔德斯海姆06       |
| 1956 | 奥林匹亚威廉港       | 和睦不伦瑞克业余队   |
| 1957 | VfB奥尔登堡          | 萨尔茨吉特联盟 (C)   |
| 1958 | 阿米尼亚汉诺威       | 希尔德斯海姆 (C)     |
| 1959 | VfB奥尔登堡 *        | 阿米尼亚汉诺威 (C)   |
| 1960 | 汉诺威96业余队 (C) * | 不伦瑞克狮           |
| 1961 | 阿米尼亚汉诺威 *     | 不伦瑞克狮 (C)       |
| 1962 | 阿米尼亚汉诺威 (C)   | 不伦瑞克狮           |
| 1963 | VfL奥尔登堡          | 沃尔夫斯堡 (C)       |
| 1964 | 奥林匹亚威廉港       | 汉诺威96业余队 (C) * |

- 粗体表示球队获得升级。
- (C)表示球队赢得下萨克森足协锦标赛（德语：NFV-Meisterschaft）冠军（自1956-57赛季起举行）。[2]
- 在1954年，亚军VfB奥尔登堡获顶替升级。
- 在1959年，亚军和睦奥斯纳布吕克获顶替升级。
- 在1959年，亚军VfB奥尔登堡获顶替升级。
- 在1961年，第三名和睦诺德霍恩获顶替升级。
- 在1964年，亚军哥廷根05获顶替升级。

### 州级联赛/协会联赛
| 年份 | 球队                 |
| ---- | -------------------- |
| 1965 | 汉诺威96业余队       |
| 1966 | 汉诺威96业余队       |
| 1967 | 汉诺威96业余队       |
| 1968 | 梅彭                 |
| 1969 | 不伦瑞克狮           |
| 1970 | 和睦不伦瑞克业余队   |
| 1971 | 汉诺威东城           |
| 1972 | VfB奥尔登堡          |
| 1973 | 萨尔茨吉特联盟       |
| 1974 | 普鲁士哈默尔恩       |
| 1975 | 派内                 |
| 1976 | 阿特拉斯代尔门霍斯特 |
| 1977 | 日耳曼黑尔姆斯特 *   |
| 1978 | 日耳曼列尔 *         |
| 1979 | 梅彭                 |

| 年份 | 球队                 |
| ---- | -------------------- |
| 1980 | 吕讷堡               |
| 1981 | 策勒                 |
| 1982 | 黑西施奥尔登多夫     |
| 1983 | 蓝白洛内             |
| 1984 | 阿特拉斯代尔门霍斯特 |
| 1985 | 黑尔茨拉克           |
| 1986 | 阿特拉斯代尔门霍斯特 |
| 1987 | 黑尔茨拉克           |
| 1988 | 黑尔茨拉克           |
| 1989 | 埃姆登踢球者         |
| 1990 | 策勒                 |
| 1991 | 埃姆登踢球者         |
| 1992 | 林根                 |
| 1993 | 克洛彭堡             |
| 1994 | 威廉港               |

- 粗体表示球队获得升级。
- 在1967年，第三名哈斯特01（德语：TuS Haste 01）获顶替升级。
- 在1968年，第四名策勒获顶替升级。
- 在1969年，第四名奥林匹亚威廉港获顶替升级。
- 在1970年，第五名梅彭获顶替升级。
- 在1972年，亚军梅彭也获升级。
- 在1974年，排名最前的三支球队均可升入北部高级联赛，巴特皮尔蒙特（德语：SpVgg Bad Pyrmont）及萨尔茨吉特联盟也获升级。
- 在1975年，亚军和睦诺德霍恩及第三名和睦不伦瑞克业余队获顶替升级。
- 在1977年，亚军派内赢得附加赛冠军，两者均无升级。
- 在1978年，亚军派内赢得附加赛冠军，两者均无升级。
- 在1979年，第三名吉夫霍恩（德语：MTV Gifhorn）也获升级。
- 在1981年，第三名哈费尔泽获顶替升级。
- 在1982年，亚军奥林匹亚威廉港也获升级。
- 在1983年，第三名和睦不伦瑞克业余队获顶替升级。
- 在1985年，亚军和睦不伦瑞克业余队及第三名沃尔芬比特尔（德语：Wolfenbütteler SV）获顶替升级。
- 在1986年，亚军哥廷根（德语：SVG Göttingen 07）也获升级。
- 在1989年，第三名埃森斯（德语：TuS Esens）获顶替升级。
- 在1990年，第三名和睦诺德霍恩也获升级。
- 在1993年，亚军普鲁士哈默尔恩获顶替升级。
- 在1994年，排名前十四的球队全数升级。

### 下萨克森联赛
| 年份 | 西区                    | 东区                    |
| ---- | ----------------------- | ----------------------- |
| 1995 | 和睦诺德霍恩            | 南哈茨瓦尔肯里德 (C)    |
| 1996 | 协和伊尔霍弗 (C)        | 沃尔芬比特尔 *          |
| 1997 | 许托夫09                | 埃因贝克 (C) *          |
| 1998 | 蓝白洛内                | 吉夫霍恩 (C)            |
| 1999 | 许托夫09                | 沃尔夫斯堡二队 (C)      |
| 2000 | 汉诺威96二队            | 和睦不伦瑞克二队 (C)    |
| 2001 | 朗根哈根 (C)            | 埃因贝克                |
| 2002 | 希尔德斯海姆            | 和睦不伦瑞克二队 (C)    |
| 2003 | 汉诺威96二队 (C)        | 福斯费尔德              |
| 2004 | 奥斯纳布吕克二队 (C)    | TSV诺因基兴             |
| 2005 | 奥斯纳布吕克二队 (C)    | 和睦不伦瑞克二队        |
| 2006 | 拉姆林根-埃勒斯豪森 (C) | 奥斯特罗尔茨-沙尔恩贝克 |
| 2007 | VfB奥尔登堡             | 黑斯林根 (C)            |
| 2008 | VfL奥尔登堡             | 吉夫霍恩 (C)            |

Source: . Das deutsche Fussball-Archiv.   [2008-03-05]. （原始内容存档于2017-10-04）.
- 粗体表示球队获得升级。
- (C)表示球队赢得下萨克森升级附加赛。[2]
- 在1996年，亚军福斯费尔德也获升级。
- 在1997年，亚军罗滕堡（德语：Rotenburger SV）也获升级。

### 双轨制高级联赛
| 年份 | 西区        | 东区                 |
| ---- | ----------- | -------------------- |
| 2009 | VfB奥尔登堡 | 戈斯拉尔08 (C)       |
| 2010 | 哈费尔瑟    | 和睦不伦瑞克二队 (C) |

- 粗体表示球队获得升级。
- (C)表示球队赢得下萨克森足协锦标赛（德语：NFV-Meisterschaft）冠军。[2]
- 在2010年，两个赛区的冠军均获升级，因为不来梅联赛、汉堡联赛和石勒苏益格-荷尔斯泰因联赛的冠军都无法获得地区联赛参赛牌照。

### 单轨制高级联赛
| 年份 | 冠军               | 亚军                      |
| ---- | ------------------ | ------------------------- |
| 2011 | 梅彭               | 克洛彭堡                  |
| 2012 | 戈斯拉尔08         | 克洛彭堡                  |
| 2013 | 和睦不伦瑞克二队   | 狼马丁尼沃尔夫斯堡        |
| 2014 | 吕讷堡汉萨         | FT不伦瑞克                |
| 2015 | 德罗赫特森/阿瑟尔  | 希尔德斯海姆06            |
| 2016 | 狼马丁尼沃尔夫斯堡 | 日耳曼埃格斯托夫/兰格雷德 |

- 粗体表示球队获得升级。
- 在2012年，VfB奥尔登堡及黑白雷登（德语：BSV Rehden）也获升级。